# قارب النفايات
قارب النفايات هو نوع من المركبات المائية المصنوعة منزليًا من الزجاجات البلاستيكية أو غيرها من المواد المعاد تدويرها والتي بناها فنانون ومجموعات ذات توجه مجتمعي تنظم أساطيل ترفيهية، أو من قبل أفراد مهتمين بالبيئة يسعون إلى لفت الانتباه إلى مشكلة الحطام العائم والحاجة إلى إعادة التدوير. يمكن أيضًا أن تكون عبارة عن مركبة مائية صغيرة وظيفية مرتجلة من مواد متوفرة بسهولة.

## مشروع قارب النفايات
تم تنظيم مشروع قارب النفايات من قبل الدكتور ماركوس إريكسن وجويل باسكال وآنا كومينز في لونج بيتش، كاليفورنيا في عام 2008، لتسليط الضوء على قضية التلوث البلاستيكي في رقعة القمامة الكبرى في المحيط الهادئ. تم إطلاق المشروع مع مؤسسة ألجاليتا للأبحاث البحرية، بعد أن واجه المؤسس تشارلز جيه مور هذه الرقعة في عام 1997. كان المنظمون يأملون في "رفع مستوى الوعي بشكل إبداعي بشأن الحطام البلاستيكي والتلوث في المحيط"، وتحديدًا رقعة القمامة الكبرى في المحيط الهادئ المحاصرة في دوامة شمال المحيط الهادئ، من خلال الإبحار لمسافة 2600 ميل عبرالمحيط الهادئ على متن قارب 30-قدم (9.1 م) طوف مصنوع من هيكل طائرة قديمة من طراز سيسنا 310 وستة عوامات مليئة بـ 15 ألف زجاجة بلاستيكية قديمة. بقيادة الدكتور ماركوس إريكسن من المؤسسة وصانع الأفلام جويل باسكال، انطلقت الطوافة من لونج بيتش، كاليفورنيا في الأول من يونيو 2008، ووصلت إلى هونولولو، هاواي في 28 أغسطس 2008. في الطريق، قدموا مياهًا ثمينة لبطلة التجديف في المحيط روز سافاج، التي كانت أيضًا في رحلة للتوعية البيئية، عندما نفدت إمداداتها.
بدأ بناء طوف JUNK في أبريل 2008 وتم الانتهاء منه في الشهر التالي. تم دعم المشروع الضخم المتمثل في بناء طوف صالح للإبحار من "الخردة" من قبل متطوعين من برامج التعليم البيئي في مدرسة بيل الابتدائية، والسفراء الخضر، ومدرسة ميوز الابتدائية، ومدرسة سانتا مونيكا الثانوية، ومدرسة ويستبريدج للفتيات. قام المتطوعون بتقديم يد المساعدة من خلال تنظيف الزجاجات، وربط أغطية الزجاجات، وحشوها في أشكال عوامات شبكة الصيادين المعاد تدويرها.